# IBrowse
IBrowse — це веб-браузер на основі MUI для комп’ютерів Amiga, який був переписаним продовженням Amiga Mosaic, одного з перших веб-браузерів для комп’ютера Amiga.  IBrowse спочатку був розроблений для компанії під назвою Omnipresence, яка зараз не існує. Відтоді автор продовжив розробку IBrowse.
IBrowse підтримує деякі стандарти HTML 4, JavaScript, фрейми, SSL та різноманітні інші стандарти. Це був один із перших браузерів, який включив перегляд із вкладками ще в 1999 році за допомогою IBrowse².   Однак він не підтримує CSS. 
Обмежена OEM версія IBrowse 2.4 включена в AmigaOS 4.
У період з квітня 2007 року по серпень 2019 року IBrowse був недоступний для продажу новим клієнтам, оскільки його дистриб’ютор залишив ринок Amiga,  хоча існуючі користувачі версії 2.x могли завантажити та встановити демо-версію поверх наявної інсталяції, щоб отримати доступ до всіх функціональність. Починаючи з IBrowse 2.5, нові покупки можна робити безпосередньо на веб-сайті розробника.

## Системні вимоги
- Kickstart 3.0 [8]
- Motorola 68020 або вище [8]
- 5 МБ вільної пам'яті (7 МБ з AmiSSL v5) [8]
- MUI 3.8 [8]